# Вайле
Ва́йле (/ˈvai le/, дат. Vejle) — город и порт в Дании, на востоке полуострова Ютландия, на берегу Вайле-фьорда. Административный центр коммуны Вайле и области Южная Дания. Население 32,3 тыс. (1968); 50 тыс. (2003).

## История
Город Вайле впервые упоминается в 1256 году, первый городской устав датируется 1327 годом. Сейчас — важный сельскохозяйственный центр. С 1980 году через Вайлефьорд осуществляется основное транзитное сообщение с полуостровом Ютландия.
Металлообработка, текстильные предприятия, мясо- и рыбоконсервное производство.
Достопримечательности: церковь Святого Николая (XIII век) — сейчас городской музей.

## Города-побратимы
- Мостар, Босния и Герцеговина
- Миккели, Финляндия (1946)
- Молде, Норвегия (1946)
- Бурос, Швеция (1946)
- Шлезвиг, Германия (1977)
- Елгава, Латвия (1992)